# Long Way Down
Long Way Down — сингл гурту Goo Goo Dolls з альбому «A Boy Named Goo». Сингл був виданий у березні 1996 року під лейблом Warner Bros. Records. До пісні було відзнято відеокліп.

## Відео
Відеокліп офіційно було видано майже в той час, коли вийшов сингл 1996 року. На відео показано учасників Goo Goo Dolls, що грають на музичних інструментах, при цьому обертаючись на подіумі. Іноді на відео обертається й камера.

## Трек-лист
1. «Long Way Down» — 3:28
2. «Don't Change» (Live)
3. «Name» (Live)

### Німецький реліз
1. «Long Way Down (Tom Lord-Alge remix)» — 3:31
2. «Don't Change (Live)» — 3:48
3. «Name (Live)» — 3:53

## Чарти
| Чарт (1996)                           | Позиція |
| ------------------------------------- | ------- |
| U.S. Billboard Modern Rock Tracks     | 25      |
| U.S. Billboard Mainstream Rock Tracks | 7       |